# Каринтія
Каринтія (нім. Kärnten, словен. Koroška) — федеральна земля Австрії. Найпівденніша провінція Австрії, межує з провінцією Тіроль на заході, Штирією на півночі і сході, а також Італією та Словенією на півдні.
Назва Carinthia, можливо, походить від кельтського «karanto», що в перекладі означає «камінь». Карнбург, Караванкен і схожі назви належать до одного кореня. У венеційців також є слово Каранта для сухого і твердого ґрунту, під фріланском Каранта з аналогічним значенням. Ймовірно, найперша згадка назви Каринтія була в космографії анонімного Равеннатена, яку датують 8-9 ст.

## Географія
Каринтія лежить у долині між альпійськими хребтами, які відділяють її від інших земель Австрії і сусідніх країн. На її території знаходиться найвища гірська вершина Австрії — Ґросглокнер. Через долину протікають річки Драва і Ґайл. У долині є 4 великі озера й дуже багато маленьких, термальні джерела. Озера Каринтії найтепліші в Австрії, влітку вони прогріваються до 26-28 °C, вода в озерах офіційно визнана питною. Найбільше озеро Вертерзеє простягається на 16,5 км у довжину і 1,2 км у ширину. Висота над рівнем моря — 440 м, глибина — 84,6 м. Палеонтологічними дослідженнями на території краю займався відомий буковинський вчений природознавець Карл Пенеке.
Каринтія межує на заході з Східним Тиролем, на північному заході з Зальцбургом, на північному сході з Штирією, а на півдні зі Словенією і італійськими регіонами Фріулі і Венето. Загальна протяжність кордонів з сусідніми державами становить 280 км. Звуження державної території приблизно в середині до всього лише 44 км разом з різними місцевостями утворює підрозділ у Верхній Каринтії (де переважають високі гори) і Унтеркернтене (зазначеному Клагенфуртським басейном). У басейні Клагенфурта, який обмежений австрійськими Центральними Альпами на півночі та Караванкеном на півдні, знаходиться столиця штату Клагенфурт. На захід від нього лежить Вертерзеє. Разом з багатьма іншими озерами це центр літнього туризму.
Країну перетинають кілька долин, з яких найбільшими поруч з Друталом є Мёлль, Гейл, Розен, Яун і Лавантталь. Найважливіша річка Каринтії — Драва. Гідроелектростанції колишнього «Драукрафта» постачають дванадцять відсотків електроенергії для всієї Австрії.
У Каринтії зустрічаються всі підрозділи Східних Альп: нижні, центральні, і Верхні Східні Альпи.
Унтеростальпін: зона Матрейера являє собою вузьку смугу скелі і обмежує вікно Тауерн на південь. Камені були відкладені в крейді і пізніше перетворені. Так звана Tauernflysch, зона Matreier іноді також вважається Tauernfenster.
Центрально-Східні Альпи. Гори Близького Сходу в основному складаються з слюдяних сланців, парагнейси, ортогнейси, амфиболитов, кварцитів, еклогітов і мармурів. Вони будують Schobergruppe, Kreuzeckgruppe, частини Goldeckgruppe, Ossiacher Tauern, південну і західну частини Нокберге, а також Сау і Коральпе. Більшість відноситься до Altkristallin. У мезозойських відкладеннях Nockgebiet зустрічаються відкладення, які називаються мезозою Стангальма і тягнуться від Іннеркремса в Предігерштуле на південь від Бад-Кляйнкірхайма.
Оберостальпін: Цей підрозділ включає Стеля Гуркталера і Драузуг (Гайлтальскіе Альпи і Північний Караванке). Вони перекривають Altkristallin. Стеля Гуркталера складається з метаморфічних надпечатана древніх палеозойських відкладень (філліти, кварцити, крем'янисті сланці, карбонати), а також лужних вулканічних речовин (метатуфи, діабази, зелені сланці). В районі Туррахер-Хёе-Кенігштуль зустрічаються відкладення верхнього карбону, які багаті копалинами рослинами і локально містять антрацитовий вугілля. Також в районі Нока на Пфанноке зустрічаються мезозойські відкладення верхнього пфальца, які «згорталися» між стелею Гуркталера і близькосхідним стангальм-мезозой.
Гайлтальскі Альпи і Північний Караванке складаються з кристалічного фундаменту (Gailtalkcristallin, Eisenkappler crystal) і відкладених відкладень. Вони простягаються в Гайлтальскіх Альпах від Пермі до Верхнього Тріаса, від Караванке до Нижнього Мела; вони містять різні кількості карбонатних порід. Власні крижини утворюють вуглець Нёча і масиву Добрач. Північний Караванке на північ від періадріатіческого пласта складається з пермезозойскіх порід, Eisenkappler Diabaszug і Eisenkappler Altkristallin, граніту і Tonalit.
Каринтійський Альпи Каринтії і райони Південного Караванке є частиною південного альпійського регіону. Вони розташовані на південь від періадріатіческого шва. Карніческіе Альпи складаються з переважно морських відкладень від молодшого ордовика до тріасу. Більш глибокий, переважно древнепалеотіческій підлогу переважно складається з пісковиків (грейвакка і кварциту). Молодший, вищий поверх складається з пісковиків, багатих кварцом, глинистими сланцями і копалинами вапняками, що утворюють шари Ауерніга і Раттендорфера. Південний Караванкен схожий на Карніческіе Альпи. Нижній поверх від ордовика до кам'яновугільних порід з'являється в Зеебергер Ауфбрух. Основна ланцюг складається з палеозойських осадових порід і могутніх морських відкладень тріасу. Останні будують найважливіші масиви, такі як Кощута, Вертаща, Хохштуль і Міттагскогель.

### Клімат
Каринтія розташована в помірній зоні Центральної Європи. Вплив середземноморського клімату зазвичай переоцінюється. Хоча головний альпійський хребет являє собою явний вододіл, але особливо в східній частині Східних Альп немає кліматичної завіси. Клімат, однак, сильно змінений через його розташування на півдні, рельєфу та інших місцевих умов, так що клімат дуже дрібно структурований.
Важливим явищем в басейні Клагенфурта та прилеглих долинах є зміна зимової температури. Озеро з холодним повітрям і, отже, зазвичай туманний покрив часто досягають висоти до 1000 м над рівнем моря. A. Температура між 1000 і 1400 метрів часто на 15 ° C вище, ніж в долині. Kärntner Kältesee є найбільшим зі східних Альп. Це є основною причиною відносно низькою середньорічної температури щодо інших регіонів Австрії. Частини Південного Тіролю або Тічино не мають цілорічної температурної переваги над регіонами на північ від головного альпійського хребта.

## Адміністративний поділ

### Статусні міста
- Клагенфурт-ам-Вертерзеє
- Філлах

### Округи
- Вольфсберг
- Гермагор
- Клагенфурт-Ланд
- Санкт-Файт-ан-дер-Глан
- Фельдкірхен
- Фелькермаркт
- Філлах-Ланд
- Шпітталь-ан-дер-Драу

## Історія
У далекому минулому Каринтія була резиденцією кельтських королів, західноримською провінцією, герцогством німецьким, власністю Габсбургів. Вона зберегла пам'ятники архітектурної й культурної спадщини: собори, монастирі, замки і фортеці XII—XVII ст.
Культурним центром Каринтії вважається місто Філлах.

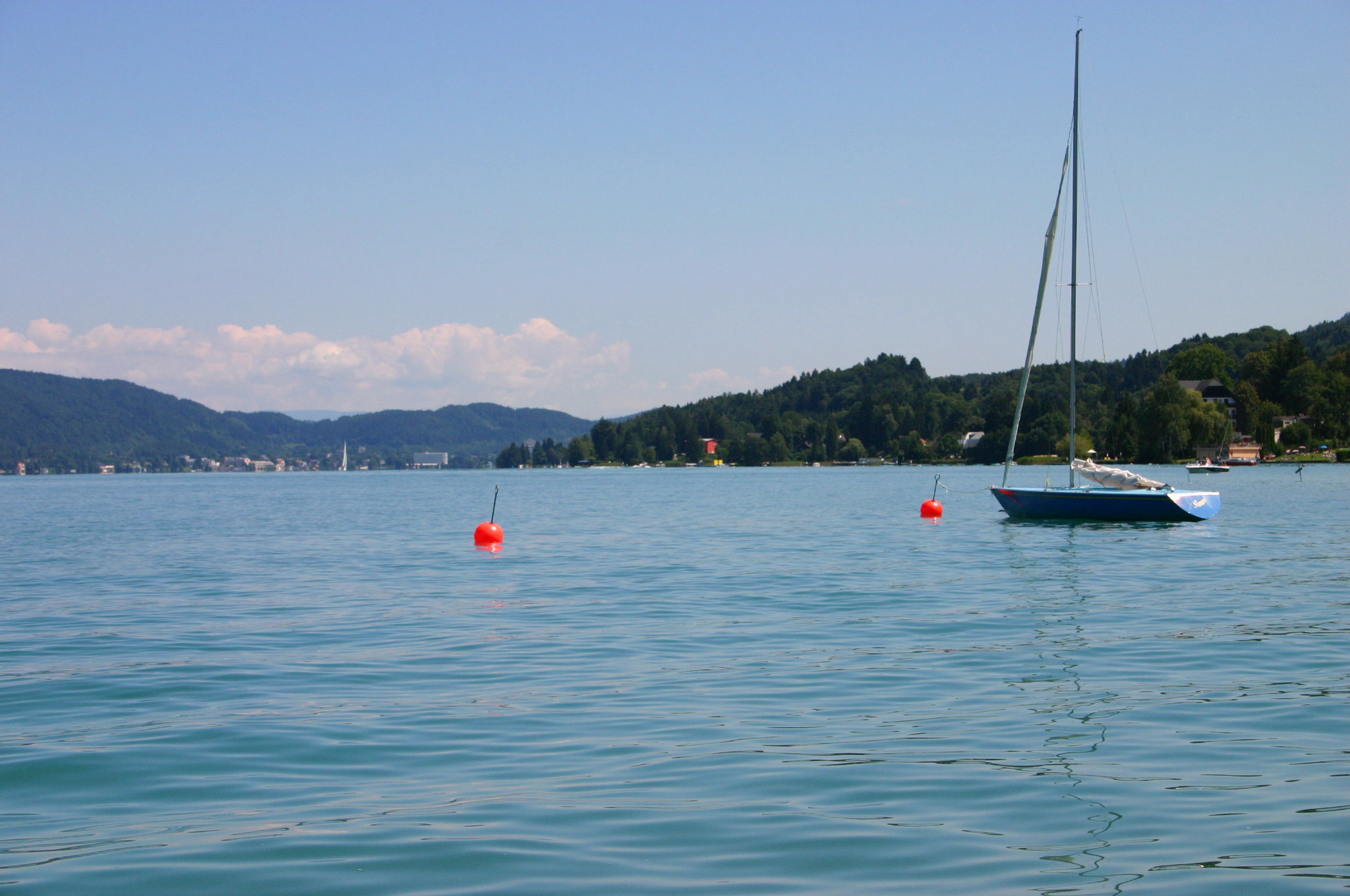
Озеро Вертезеє

## Економіка
Основні галузі економіки: туризм, електроніка, машинобудування, гірнича і лісова промисловість.
Серед відомих уроженців Йозеф Стефан — фізик, відомий законом Стефана — Больцмана.

Фрідріх Енгельс в марксистській газеті «Neue Rheinische Zeitung» писав про Каринтію так:

| Перейдемо тепер до Австрії у власному розумінні слова. Розташована на південь від Судетських і Карпатських гір, у верхній долині Ельби і в області середнього Дунаю, Австрія в епоху раннього середньовіччя була країною, населеною виключно слов'янами. Ці слов'яни за мовою та звичаями належать до тієї ж народності, що і турецькі слов'яни, серби, босняки, болгари, фракійські і македонські слов'яни; ця народність, на відміну від поляків і росіян, носить назву південних слов'ян. Крім цих споріднених слов'янських народностей, вся величезна область від Чорного моря до Богемського лісу і Тірольських Альп була населена тільки на півдні Балкан нечисленними греками і в області нижнього Дунаю — розсіяними тут і там волохами, що говорять румунською мовою. У цю компактну слов'янську масу вклинилися, із заходу німці, а зі сходу — мадяри. Німецький елемент завоював західну частину Богемії і просунувся по обидва боки Дунаю аж до земель по той бік Лейти. Ерцгерцогство Австрія, частина Моравії, велика частина Штирії були германізовані і, таким чином, відокремили чехів і моравів від жителів Каринтії і Крайни. Трансільванія і середня Угорщина аж до німецького кордону були таким же чином абсолютно очищені від слов'ян і зайняті мадярами, які відокремили тут словаків і деякі русинські місцевості (на півночі) від сербів, хорватів і словенців, підпорядкувавши собі всі ці народи. Нарешті, турки, за прикладом візантійців, підкорили слов'ян на південь від Дунаю і Сави, і історична роль південних слов'ян була назавжди зіграна.[2] |